# Robert Manson (Regisseur)
Robert Manson (* 1985) ist ein irischer Filmregisseur, Drehbuchautor und Filmproduzent. Er lebt in Irland und in Berlin.

## Leben
Robert Manson absolvierte ein Studium an der National Film School in Dublin. 2008 war er an der Gründung der Produktionsgesellschaft Annville Films beteiligt. 2015 gründete er die Produktionsgesellschaft Ballyrogan Films mit Sitz in  Wicklow, Irland. Seinen ersten Spielfilm Lost in the Living nach einer Reihe von Kurzfilmen produzierte und drehte er in Irland und in Berlin. Der Film mit Narayan Van Maele als Director of Photography, mit dem Manson schon mehrmals zusammengearbeitet hatte, hatte seine Premiere im April 2015 auf dem  „Achtung Berlin Film Festival“, wo Manson als Best Director ausgezeichnet wurde.

## Filmografie
- 2008: The Silver Bow,  Kurzfilm (Drehbuch und Regie)
- 2008: Time Passing, Kurzfilm (Drehbuch und Regie)
- 2009: Coffee, Kurzfilm (Drehbuch und Regie)
- 2010: Rickshaw Rick, Kurzfilm (Drehbuch, Schnitt, Regie)
- 2011: Downriver, Kurzfilm (Drehbuch und Regie)
- 2015: Lost in the Living, Spielfilm (Produktion, Drehbuch, Regie)